# Куталия, Буца Адамуровна
Буца Адамуровна Куталия (род. 17.04
1927 год, село Абастумани, Зугдидский район, ССР Грузия - ум. 05.05.2013 год, село [[Наразени (Зугдидский муниципалитет) — рабочая Хецерского совхоза Министерства сельского хозяйства СССР, Зугдидский район, Грузинская ССР. Герой Социалистического Труда (1949).

## Биография
Родилась в 1928 году в крестьянской семье в селе Абастумани Зугдидского района. Младшая сестра Александра Куталия. Трудовую деятельность начала в годы Великой Отечественной войны на чайной плантации Хецерского совхоза с центром в селе Хецера.
В 1948 году собрала 6111 килограммов сортового зелёного чайного листа на участке площадью 0,5 гектаров. Указом Президиума Верховного Совета СССР от 5 июля 1949 года удостоена звания Героя Социалистического Труда за «получение высоких урожаев сортового чайного зелёного листа и цитрусовых плодов в 1948 году» с вручением ордена Ленина и золотой медали «Серп и Молот» (№ 4045).
С 1972 года — персональный пенсионер союзного значения.
Награды
- Герой Социалистического Труда
- Орден Ленина
- Орден Трудового Красного Знамени (31.07.1950)